# Faulhorn
Il Faulhorn (2.681 m s.l.m.) è una montagna delle Prealpi Bernesi nelle Prealpi Svizzere. Si trova nel Canton Berna poco a sud del lago di Brienz.